# Ha 140 (航空機)
ブローム・ウント・フォス Ha 140
- 用途：雷撃機
- 製造者：ブローム・ウント・フォス
- 運用者：ドイツ空軍
- 初飛行：1937年9月30日
- 生産数：3機

ブローム・ウント・フォス Ha 140（Blohm & Voss Ha 140）は、1930年代のドイツの多用途水上機である。本機は雷撃機及び長距離偵察機として使用することを目して設計された。

## 設計と開発
Ha 140は、より大型のHa 139に似た逆ガルウィングの主翼を持つ全金属製の双発水上機として開発された。搭乗員はパイロット、通信士、機首の銃塔の銃手で構成され、2つ目の銃座が後部にあった。魚雷や爆弾は機体内部の爆弾倉に格納された。
3機の試作機が製作されたが、類似のハインケル He 115が採用されたため、本機の開発はそれ以上進まなかった。

## 要目 (Ha 140 V2)
出典: Aircraft of the Third Reich
諸元
- 乗員: 3
- 全長: 16.75 m （54 ft 11 in）
- 全高: 3.05 m （10 ft 0 in）
- 翼幅: 22 m（72 ft 2 in）
- 翼面積: 92 m2 （990 ft2）
- 空虚重量: 6,300 kg （13,889 lb）
- 運用時重量: 8,500 kg （18,739 lb）
- 最大離陸重量: 9,230 kg （20,349 lb）
- 動力: BMW 132K 空冷 9気筒星形エンジン、597 kW　（離昇出力）、619 kW (830 hp) （高度1,000 m (3,281 ft)） （801 hp）   × 2燃料搭載量 2,365 l (520 imp gal)

性能
- 最大速度: 320 km/h （173 kn） 199 mph（海面高度）　333 km/h (207 mph) （高度3,000 m (9,843 ft)）
- 巡航速度: 295 km/h （159 kn） 183 mph（海面高度で85%出力時）
- フェリー飛行時航続距離: 2,000 km （1,080 nmi） 1,243 mi　（燃料2,365 l (520 imp gal)で）
- 航続距離: 1,150 km （621 nmi） 715 mi　（燃料1,390 l (306 imp gal)で）
- 実用上昇限度: 5,000 m （16,404 ft）
- 上昇率: 3,000 m (9,843 ft)まで11分30 秒
5,000 m (16,404 ft)まで39分

武装
- 固定武装: 1× 7.92 mm (0.312 in) MG 15 機関銃（機首）、1× MG 15 機関銃（機体下面ハッチ）
- 爆弾: 1× 952 kg (2,099 lb) 航空魚雷、又は 4× 250 kg (551 lb) 爆弾